# Heiraten ist nichts für Feiglinge
Heiraten ist nichts für Feiglinge ist eine deutsche Liebeskomödie von Holger Haase aus dem Jahre 2015. Die Hauptrollen sind mit Anna Maria Sturm, Kostja Ullmann, Nadja Becker, Maximilian Grill, Jasmin Schwiers und Bernhard Piesk besetzt.

## Handlung
Nachdem Markus seine Freundin Kathi unerwartet verlässt, braucht Kathi nun eine Begleitung für die Hochzeit ihrer Freundin Caro mit Jan. Sie versucht deshalb auf einer Singlebörse im Internet etwas passendes zu finden, was jedoch nicht so einfach ist, da die Kandidaten nie die volle Wahrheit über sich sagen. Stets erscheinen beim Date Männer, die überhaupt nicht dem entsprechen, was sie in ihrem Portal beschrieben haben. Gleichzeitig soll Kathi mit dem schnöseligen Theo, dem Trauzeugen von Jan, die Hochzeit vorbereiten. Theo ist eigentlich mit Brith zusammen, trotzdem kommuniziert er über ein Internetportal anonym mit Kathi und dabei kommen sich die beiden näher. Als Kathi herausfindet, dass es sich bei ihrem Chatpartner um Theo handelt, bricht sie den Kontakt kurzerhand ab. Theo wundert sich darüber, denn im Gegensatz zu Kathi weiß er noch immer nicht, mit wem er sich im Internet geschrieben hat. Sie lüftet das Geheimnis, als sie ihre Zusammenarbeit für die Hochzeitsvorbereitungen abgeschlossen haben. Theo muss das nun auch erst einmal verdauen und zieht sich zurück. Er versucht Kathi zu erklären, dass er in seiner Beziehung schon länger nicht mehr glücklich ist und sich deshalb online und anonym anderweitig Ablenkung gesucht hatte.
Am Tag der Hochzeit von Caro und Jan sucht Theo immer wieder Kathis Nähe und ihm wird klar, dass er eine Entscheidung treffen muss. Er trennt sich noch an diesem Tag von seiner Freundin und spricht sich mit Kathi aus. Sie bittet ihn um Ehrlichkeit und beide wollen es miteinander versuchen.

## Hintergrund
Der Film wurde vom 10. März bis zum 10. April 2015 unter dem Arbeitstitel  Lotto ist leichter in Hamburg gedreht.

## Rezeption

### Einschaltquote
Die Erstausstrahlung fand am 6. Oktober 2016 im ZDF statt und hatte mit 3,82 Mio. Zuschauer einen Marktanteil von 12,7 %.

### Kritik
Rainer Tittelbach von Tittelbach.tv meinte: „Es ist nicht leicht, eine Komödie zu machen über die Widersprüche der zwischen sozialen Ansprüchen und privaten Sehnsüchten zerrissenen thirtysomethings. Die ZDF-Komödie ‚Heiraten ist nichts für Feiglinge‘ versucht es und scheitert – weil sie die konservativen Haltungen der Mittdreißiger-Generation nicht nur nicht hinterfragt, sondern sogar noch zum Fundament der Komödien-Dramaturgie macht. So wirkt diese ‚junge‘ Komödie doppelt altbacken. Anstatt die medialen Rituale zu kritisieren, schüttet der Autor selbst Häme über einigen Nebenfiguren aus. Nur die letzten 20 Minuten löst der Film Romantic-Comedy-technisch das ein, was man sich bei dieser Top-Besetzung von Anfang an erhofft hatte.“
Bei Kino.de wertete Tilmann P. Gangloff: „Wie bei den meisten romantischen Komödien ist die Geschichte von ‚Heiraten ist nichts für Feiglinge‘ viel zu vorhersehbar, um originell zu sein, aber darauf kommt es bei solchen Filmen nicht an; vorausgesetzt, sie sind amüsant, kurzweilig, unterhaltsam, passend besetzt und gut gespielt.“
TV Spielfilm schrieb, „die überraschungsfreie und schlichte Geschichte [falle] erstaunlich unterhaltsam aus“. Der Film „erobert die Herzen altmodischer Romantiker im Sturm“.
TV-Movie bezeichnet den Film als „Niedliche Romanze mit viel Herz und Witz“.